# Premier League 2001/2002
Soutěžní ročník Premier League 2001/02 byl 10. ročníkem Premier League, tedy anglické nejvyšší fotbalové ligy. Soutěž byla započata 18. srpna 2001 a poslední kolo se odehrálo 11. května 2002. Liga se skládala z 20 klubů. 
Manchester United obhajoval titul z minulé sezóny. Tento ročník ale ovládl londýnský Arsenal. Jistotu titulu získal po předposledním kole, ve kterém Gunners porazili Manchester United na stadionu Old Trafford. Arsenal získal domácí double, když ovládl také FA Cup. 

## Složení ligy v ročníku 2001/02
Soutěže se účastnilo 20 celků. K prvním sedmnácti z minulého ročníku se připojili nováčci Fulham a Blackburn Rovers, kteří si účast zajistili již v základní části předcházejícího ročníku Football League First Division, a Bolton Wanderers, ten si účast vybojoval vítězstvím v play off. Opačným směrem putovala mužstva Manchesteru City, Coventry City a Bradfordu City.
| Klub              | 2000/01          | Město               | Stadión            |
| ----------------- | ---------------- | ------------------- | ------------------ |
| Manchester United | Zlatá medaile    | Manchester          | Old Trafford       |
| Arsenal           | Stříbrná medaile | Londýn              | Arsenal Stadium    |
| Liverpool         | Bronzová medaile | Liverpool           | Anfield            |
| Leeds United      | 4.               | Leeds               | Elland Road        |
| Ipswich Town      | 5.               | Ipswich             | Portman Road       |
| Chelsea           | 6.               | Londýn              | Stamford Bridge    |
| Sunderland        | 7.               | Sunderland          | Stadium of Light   |
| Aston Villa       | 8.               | Birmingham          | Villa Park         |
| Charlton Athletic | 9.               | Londýn              | The Valley         |
| Southampton       | 10.              | Southampton         | St Mary's Stadium  |
| Newcastle United  | 11.              | Newcastle upon Tyne | St James' Park     |
| Tottenham Hotspur | 12.              | Londýn              | White Hart Lane    |
| Leicester City    | 13.              | Leicester           | Filbert Street     |
| Middlesbrough     | 14.              | Middlesbrough       | Riverside Stadium  |
| West Ham United   | 15.              | Londýn              | Boleyn Ground      |
| Everton           | 16.              | Liverpool           | Goodison Park      |
| Derby County      | 17.              | Derby               | Pride Park Stadium |
| Fulham            | First Division   | Londýn              | Craven Cottage     |
| Blackburn Rovers  | First Division   | Blackburn           | Ewood Park         |
| Bolton Wanderers  | First Division   | Bolton              | Reebok Stadium     |

### Realizační týmy a dresy
| Klub              | Trenér          | Kapitán         | Výrobce dresu  | Sponzor dresu     |
| ----------------- | --------------- | --------------- | -------------- | ----------------- |
| Arsenal           | Arsène Wenger   | Tony Adams      | Nike           | Dreamcast/Sega    |
| Aston Villa       | Graham Taylor   | Paul Merson     | Diadora        | NTL               |
| Blackburn Rovers  | Graeme Souness  | Garry Flitcroft | Kappa          | Time              |
| Bolton Wanderers  | Sam Allardyce   | Guðni Bergsson  | Reebok         | Reebok            |
| Charlton Athletic | Alan Curbishley | Mark Kinsella   | Le Coq Sportif | Redbus            |
| Chelsea           | Claudio Ranieri | Marcel Desailly | Umbro          | Fly Emirates      |
| Derby County      | John Gregory    | Darryl Powell   | Erreà          | Pedigree          |
| Everton           | David Moyes     | David Weir      | Puma           | One 2 One         |
| Fulham            | Jean Tigana     | Andy Melville   | Adidas         | Pizza Hut         |
| Ipswich Town      | George Burley   | Matt Holland    | Punch          | TXU Energi        |
| Leeds United      | David O'Leary   | Rio Ferdinand   | Nike           | Strongbow         |
| Leicester City    | Micky Adams     | Matt Elliott    | Le Coq Sportif | LG                |
| Liverpool         | Gérard Houllier | Jamie Redknapp  | Reebok         | Carlsberg         |
| Manchester United | Alex Ferguson   | Roy Keane       | Umbro          | Vodafone          |
| Middlesbrough     | Steve McClaren  | Paul Ince       | Erreà          | BT Cellnet        |
| Newcastle United  | Bobby Robson    | Alan Shearer    | Adidas         | NTL               |
| Southampton       | Gordon Strachan | Matt Le Tissier | Saints         | Friends Provident |
| Sunderland        | Peter Reid      | Michael Gray    | Nike           | Reg Vardy         |
| Tottenham Hotspur | Glenn Hoddle    | Tim Sherwood    | Adidas         | Holsten           |
| West Ham United   | Glenn Roeder    | Steve Lomas     | Fila           | Dr. Martens       |

### Trenérské změny
| Klub            | Odcházející trenér          | Důvod odchodu                    | Datum odchodu   | Pozice v tabulce | Příchozí trenér | Datum příchodu  |
| --------------- | --------------------------- | -------------------------------- | --------------- | ---------------- | --------------- | --------------- |
| Middlesbrough   | Bryan Robson Terry Venables | Vzájemná dohoda                  | 5. červnu 2001  | Před sezónou     | Steve McClaren  | 12. červnu 2001 |
| West Ham United | Glenn Roeder (dočasný)      | Konec smlouvy                    | 14. červnu 2001 | Před sezónou     | Glenn Roeder    | 14. červnu 2001 |
| Leicester City  | Peter Taylor                | Vyhozen                          | 30. září 2001   | 20. místo        | Dave Bassett    | 10. října 2001  |
| Southampton     | Stuart Gray                 | Vyhozen                          | 1. října 2001   | 12. místo        | Gordon Strachan | 1. října 2001   |
| Derby County    | Jim Smith                   | Rezignace                        | 7. října 2001   | 19. místo        | Colin Todd      | 8. října 2001   |
| Derby County    | Colin Todd                  | Vyhozen                          | 14. ledna 2002  | 19. místo        | John Gregory    | 30. ledna 2002  |
| Aston Villa     | John Gregory                | Rezignace                        | 24. ledna 2002  | 7. místo         | Graham Taylor   | 5. února 2002   |
| Everton         | Walter Smith                | Vyhozen                          | 10. března 2002 | 16. místo        | David Moyes     | 16. března 2002 |
| Leicester City  | Dave Bassett                | Povýšení na sportovního ředitele | 6. dubna 2002   | 20. místo        | Micky Adams     | 7. dubna 2002   |

## Tabulka
| Poř. | Tým                | Z  | V  | R  | P  | VG | OG | B  |
| ---- | ------------------ | -- | -- | -- | -- | -- | -- | -- |
| 1.   | Arsenal (C)        | 38 | 26 | 9  | 3  | 79 | 36 | 87 |
| 2.   | Liverpool          | 38 | 24 | 8  | 6  | 67 | 30 | 80 |
| 3.   | Manchester United  | 38 | 24 | 5  | 9  | 87 | 45 | 77 |
| 4.   | Newcastle United   | 38 | 21 | 8  | 9  | 74 | 52 | 71 |
| 5.   | Leeds United       | 38 | 18 | 12 | 8  | 53 | 37 | 66 |
| 6.   | Chelsea            | 38 | 17 | 13 | 8  | 66 | 38 | 64 |
| 7.   | West Ham United    | 38 | 15 | 8  | 15 | 48 | 57 | 53 |
| 8.   | Aston Villa        | 38 | 12 | 14 | 12 | 46 | 47 | 50 |
| 9.   | Tottenham Hotspur  | 38 | 14 | 8  | 16 | 49 | 53 | 50 |
| 10.  | Blackburn Rovers   | 38 | 12 | 10 | 16 | 55 | 51 | 46 |
| 11.  | Southampton        | 38 | 12 | 9  | 17 | 46 | 54 | 45 |
| 12.  | Middlesbrough      | 38 | 12 | 9  | 17 | 35 | 47 | 45 |
| 13.  | Fulham             | 38 | 10 | 14 | 14 | 36 | 44 | 44 |
| 14.  | Charlton Athletic  | 38 | 10 | 14 | 14 | 38 | 49 | 44 |
| 15.  | Everton            | 38 | 11 | 10 | 17 | 45 | 57 | 43 |
| 16.  | Bolton Wanderers   | 38 | 9  | 13 | 16 | 44 | 62 | 40 |
| 17.  | Sunderland         | 38 | 10 | 10 | 18 | 29 | 51 | 40 |
| 18.  | Ipswich Town (R)   | 38 | 9  | 9  | 20 | 41 | 64 | 36 |
| 19.  | Derby County (R)   | 38 | 8  | 6  | 24 | 33 | 63 | 30 |
| 20.  | Leicester City (R) | 38 | 5  | 13 | 20 | 30 | 64 | 28 |

Pravidla pro klasifikaci: 1) Body; 2) Gólový rozdíl; 3) vstřelené góly
(C) Šampion; (R) Sestupující
|  | Postup do základní skupiny Ligy mistrů                                        |
|  | Postup do třetího předkola Ligy mistrů                                        |
|  | Postup do prvního kola Poháru UEFA                                            |
|  | Sestup do Football League First Division + Postup do prvního kola Poháru UEFA |
|  | Sestup do Football League First Division                                      |

Poznámky
1. ↑  Vítězem FA Cupu se stal Arsenal. Do Poháru UEFA se tak kvalifikovala Chelsea jakožto finalista poháru.
2. ↑  Blackburn Rovers se kvalifikoval do Poháru UEFA díky vítězství v EFL Cupu.
3. ↑  Ipswich Town se kvalifikoval do Poháru UEFA díky UEFA Fair Play

## Statistiky

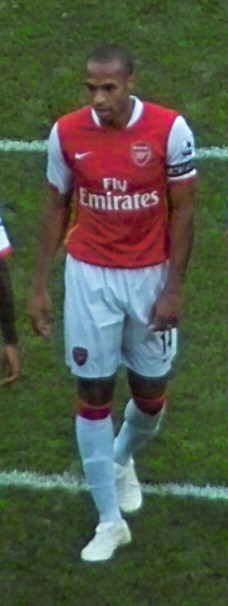
Thierry Henry se stal nejlepším střelcem Premier League, a to s 24 góly.

### Střelci

#### Nejlepší střelci
|     | Hráč                    | Klub                               | Góly |
| --- | ----------------------- | ---------------------------------- | ---- |
| 1.  | Thierry Henry           | Arsenal                            | 24   |
| 2.  | Jimmy Floyd Hasselbaink | Chelsea                            | 23   |
| 2.  | Alan Shearer            | Newcastle United                   | 23   |
| 2.  | Ruud van Nistelrooy     | Manchester United                  | 23   |
| 5.  | Michael Owen            | Liverpool                          | 19   |
| 6.  | Ole Gunnar Solskjær     | Manchester United                  | 17   |
| 7.  | Robbie Fowler           | Liverpool/Leeds United             | 15   |
| 8.  | Eiður Guðjohnsen        | Chelsea                            | 14   |
| 8.  | Marians Pahars          | Southampton                        | 14   |
| 10. | Andrew Cole             | Manchester United/Blackburn Rovers | 13   |

#### Hattricky
| Hráč                    | Klub              | Soupeř            | Skóre   | Datum              | Ref.   |
| ----------------------- | ----------------- | ----------------- | ------- | ------------------ | ------ |
| Robbie Fowler           | Liverpool         | Leicester City    | 4:1 (H) | 20. října 2001     | [ 9 ]  |
| Paul Kitson             | West Ham United   | Charlton Athletic | 4:4 (H) | 19. listopadu 2001 | [ 10 ] |
| Ruud van Nistelrooy     | Manchester United | Southampton       | 6:1 (D) | 22. prosince 2001  | [ 11 ] |
| Robbie Fowler           | Leeds United      | Bolton Wanderers  | 3:0 (H) | 26. prosince 2001  | [ 12 ] |
| Ole Gunnar Solskjær     | Manchester United | Bolton Wanderers  | 4:0 (H) | 29. ledna 2002     | [ 13 ] |
| Jimmy Floyd Hasselbaink | Chelsea           | Tottenham Hotspur | 4:0 (D) | 13. března 2002    | [ 14 ] |
| Fredi Bobic             | Bolton Wanderers  | Ipswich Town      | 4:1 (D) | 6. dubna 2002      | [ 15 ] |

Poznámky
(D) – Domácí tým
(H) – Hostující tým

#### Nejlepší asistenti

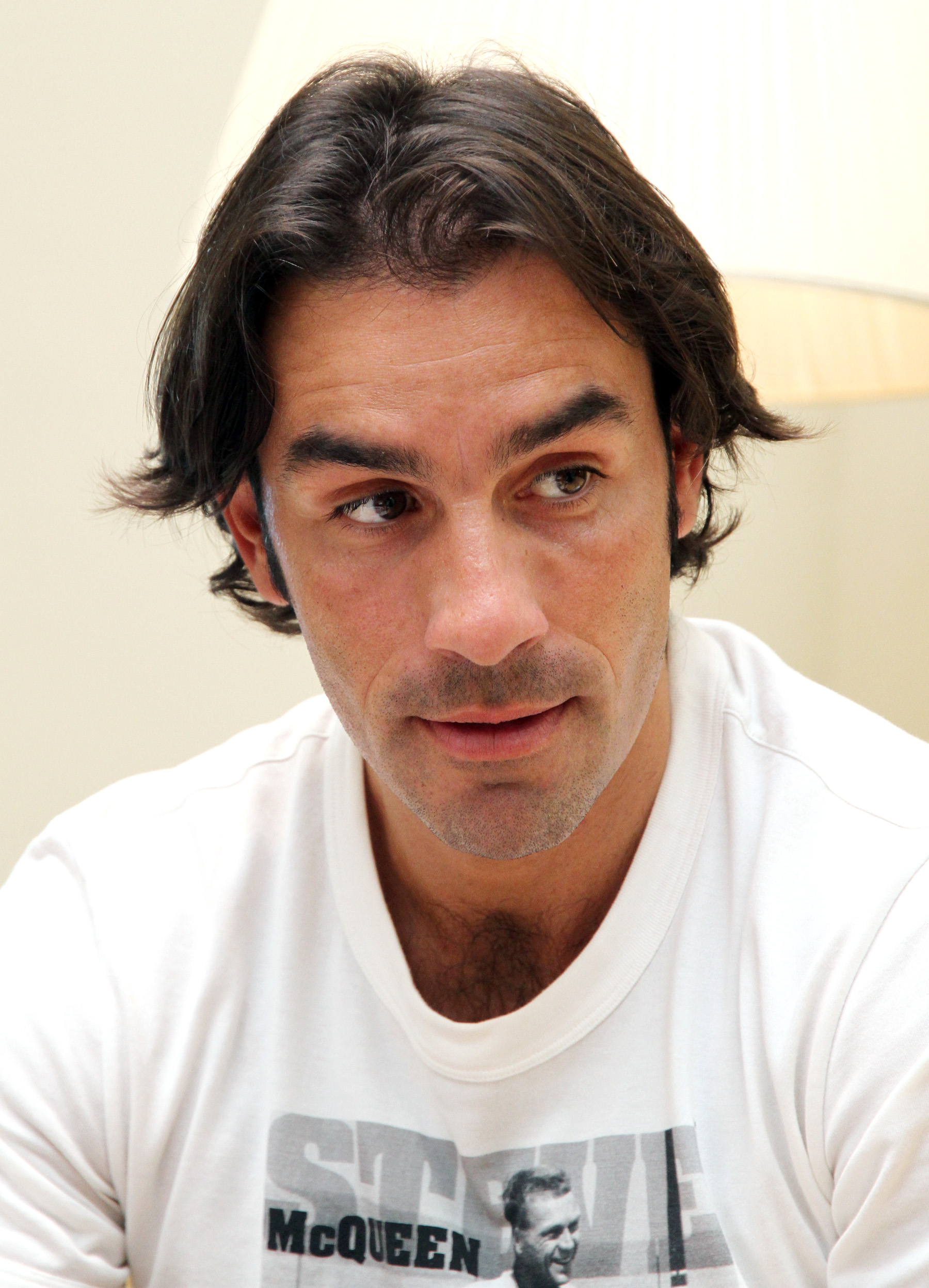
Robert Pirès asistoval v sezóně 2001/02 na nejvíce branek (15), a to v dresu Arsenalu.

|    | Hráč                | Klub                       | Asistence |
| -- | ------------------- | -------------------------- | --------- |
| 1. | Robert Pirès        | Arsenal                    | 15        |
| 2. | Dennis Bergkamp     | Arsenal                    | 12        |
| 2. | Ryan Giggs          | Manchester United          | 12        |
| 4. | Laurent Robert      | Newcastle United           | 11        |
| 5. | Nolberto Solano     | Newcastle United           | 9         |
| 5. | Ole Gunnar Solskjær | Manchester United          | 9         |
| 5. | Mark Venus          | Ipswich Town               | 9         |
| 8. | David Beckham       | Manchester United          | 8         |
| 8. | Benito Carbone      | Derby County/Middlesbrough | 8         |
| 8. | Steven Gerrard      | Liverpool                  | 8         |
| 8. | Steed Malbranque    | Fulham                     | 8         |
| 8. | Danny Murphy        | Liverpool                  | 8         |

### Čistá konta
|    | Hráč              | Klub              | Čistá konta |
| -- | ----------------- | ----------------- | ----------- |
| 1. | Nigel Martyn      | Leeds United      | 18          |
| 2. | Jerzy Dudek       | Liverpool         | 17          |
| 3. | Edwin van der Sar | Fulham            | 15          |
| 4. | Carlo Cudicini    | Chelsea           | 12          |
| 4. | Dean Kiely        | Charlton Athletic | 12          |
| 6. | David Seaman      | Arsenal           | 11          |
| 7. | Thomas Sørensen   | Sunderland        | 10          |
| 8. | Shay Given        | Newcastle United  | 9           |
| 8. | David James       | West Ham United   | 9           |
| 8. | Paul Jones        | Southampton       | 9           |

### Disciplína

#### Hráči
- Nejvíce žlutých karet: 14[18]
  -  Robbie Savage (Leicester City)

- Nejvíce červených karet: 3[19]
  -  Craig Short (Blackburn Rovers)

#### Klub
- Nejvíce žlutých karet: 76[20]
  - Leicester City

- Nejvíce červených karet: 7[21]
  - Bolton Wanderers
  - Middlesbrough

## Ocenění

### Měsíční
| Měsíc    | Manager of the Month                 | Manager of the Month | Player of the Month  | Player of the Month |
| Měsíc    | Trenér                               | Klub                 | Hráč                 | Klub                |
| -------- | ------------------------------------ | -------------------- | -------------------- | ------------------- |
| Srpen    | Sam Allardyce                        | Bolton Wanderers     | Louis Saha           | Fulham              |
| Září     | John Gregory                         | Aston Villa          | Juan Sebastián Verón | Manchester United   |
| Říjen    | Glenn Hoddle                         | Tottenham Hotspur    | Rio Ferdinand        | Leeds United        |
| Listopad | Phil Thompson (při nemoci Houlliera) | Liverpool            | Danny Murphy         | Liverpool           |
| Prosinec | Bobby Robson                         | Newcastle United     | Ruud van Nistelrooy  | Manchester United   |
| Leden    | Gordon Strachan                      | Southampton          | Marcus Bent          | Ipswich Town        |
| Únor     | Bobby Robson                         | Newcastle United     | Ruud van Nistelrooy  | Manchester United   |
| Březen   | Gérard Houllier                      | Liverpool            | Dennis Bergkamp      | Arsenal             |
| Březen   | Phil Thompson (při nemoci Houlliera) | Liverpool            | Dennis Bergkamp      | Arsenal             |
| Duben    | Arsène Wenger                        | Arsenal              | Fredrik Ljungberg    | Arsenal             |

### Roční ocenění
| Ocenění                              | Vítěz               | Klub              |
| ------------------------------------ | ------------------- | ----------------- |
| Premier League Manager of the Season | Arsène Wenger       | Arsenal           |
| Premier League Player of the Season  | Fredrik Ljungberg   | Arsenal           |
| PFA Players' Player of the Year      | Ruud van Nistelrooy | Manchester United |
| PFA Young Player of the Year         | Craig Bellamy       | Newcastle United  |
| Hráč roku dle FWA                    | Robert Pirès        | Arsenal           |

| PFA Team of the Year | PFA Team of the Year                    | PFA Team of the Year                    | PFA Team of the Year          | PFA Team of the Year           |
| -------------------- | --------------------------------------- | --------------------------------------- | ----------------------------- | ------------------------------ |
| Brankář              | Shay Given (Newcastle United)           | Shay Given (Newcastle United)           | Shay Given (Newcastle United) | Shay Given (Newcastle United)  |
| Obránci              | Steve Finnan (Fulham)                   | Rio Ferdinand (Leeds United)            | Sami Hyypiä (Liverpool)       | Wayne Bridge (Southampton)     |
| Záložníci            | Robert Pirès (Arsenal)                  | Roy Keane (Manchester United)           | Patrick Vieira (Arsenal)      | Ryan Giggs (Manchester United) |
| Útočníci             | Ruud van Nistelrooy (Manchester United) | Ruud van Nistelrooy (Manchester United) | Thierry Henry (Arsenal)       | Thierry Henry (Arsenal)        |

## Vítěz
| Premier League 2001/02 Arsenal (2. titul) |